# 栗彬成
栗彬成（1918年—1988年），男，直隶（今河北）平山人，中华人民共和国军事人物，中国人民解放军少将，曾任浙江省军区政治委员。